# Elodea bifoliata
Elodea bifoliata es una especie de Liliopsida del género Elodea, de la familia Hydrocharitaceae, del orden Alismatales.

## Distribución
Elodea bifoliata se distribuye por Alberta, Columbia Británica, Colorado, Idaho, Kansas, Manitoba, Minnesota, Montana, Nuevo México, Dakota del Norte, Oregón, Saskatchewan, Utah y Wyoming.

## Taxonomía
Fue descrita científicamente por Harold St. John. Fue publicado por primera vez en Res. Stud. Washington State Univ. 30: 23 (1962).